# 위화구 (스자좡시)

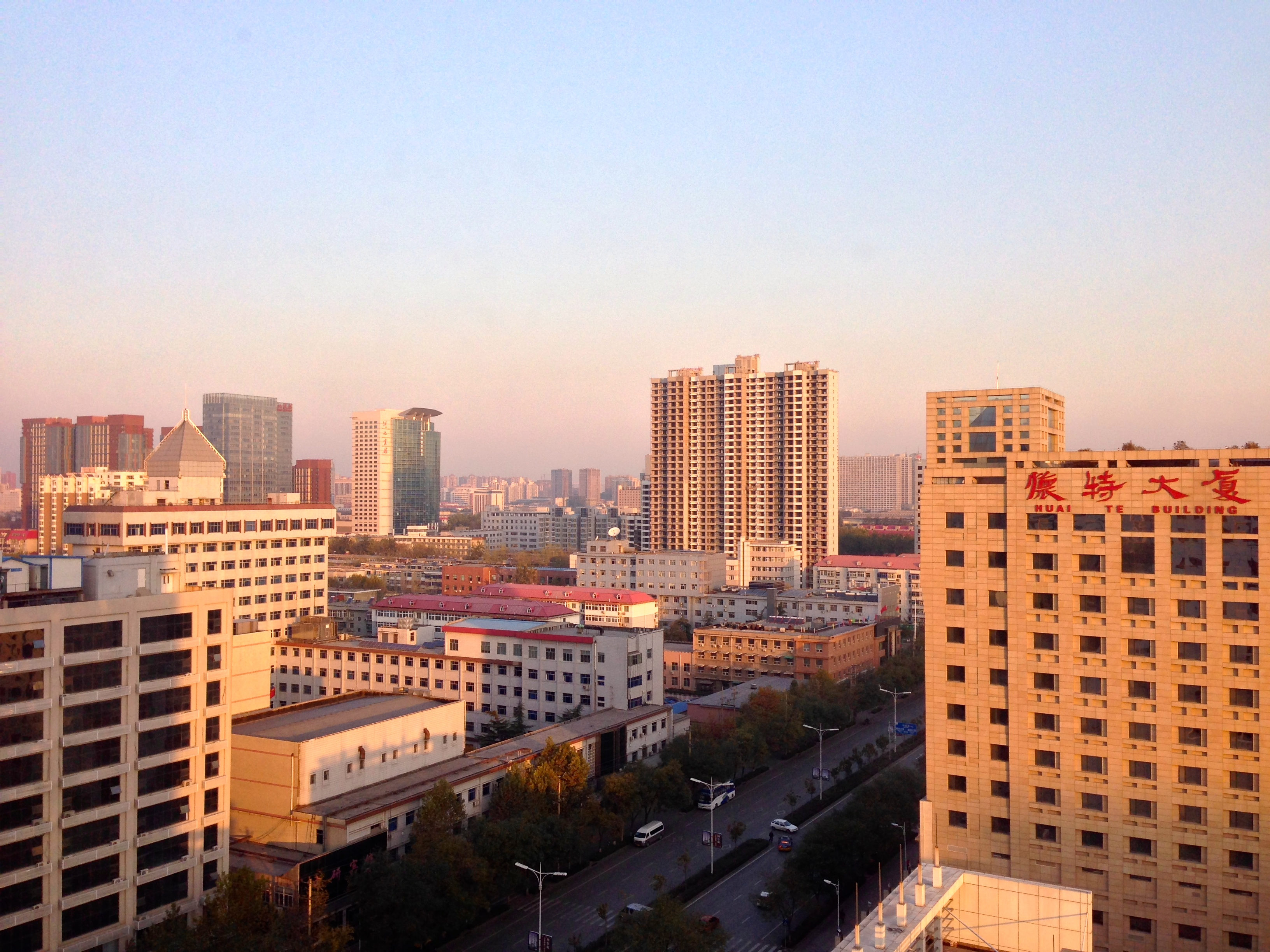

위화구(한국어: 유화구, 중국어: 裕华区, 병음: Yùhuá Qū)는 중화인민공화국 허베이성 스자좡 시의 남동쪽에 있는 행정구역이다. 넓이는 101km2이고, 인구는 2007년 기준으로 500,000명이다. 허베이 사범 대학, 허베이 과학기술 대학, 허베이 의료 대학, 스자좡 경제 대학, 허베이 전문 예술 대학, 스자좡 외국어 학교가 위치해있다. 스자좡 정부와 주요 관계 시설이 이곳에 있다. 위화 구의 북쪽에는 스자좡의 주요 상업 지구 중 하나인 중산로가 있다. 스자좡 시에서 가장 높은 건물인 허베이 텔레비전 타워도 유화 구에 위치한다.

## 행정 구역
8개의 가도, 2개의 진을 관할한다.
- 가도: 裕兴街道, 裕强街道, 东苑街道, 建通街道, 槐底街道, 裕华路街道, 裕东街道, 长江街道
- 진: 宋营镇, 方村镇